# Vădeni (Brăila)
Pour les articles homonymes, voir Vădeni.
Vădeni est une commune roumaine située dans le județ de Brăila.